# 俺の妹がカリフなわけがない!
『俺の妹がカリフなわけがない！』（おれのいもうとがカリフなわけがない、My Sister can't be a Caliph!）は、中田考による日本のライトノベル。厘野イチが表紙のイラストを担当し、天川まなるが作中に挿入される漫画を手掛けている。略称は「オレカリ」。晶文社より2020年7月に刊行された。

## あらすじ
私立君府学院は、生徒の待遇を最高位のプラチナクラスからゴールドクラス、シルバークラス、ブロンズクラスまで続く区分に振り分けている、厳格なカースト制を敷いた全寮制の中高一貫校である。君府学院のプラチナクラスに通う女子高生の天馬愛紗は、生徒会選挙に立候補した際、腕を瞬時に切断してそれを元通りにくっつけるというパフォーマンスを全校生徒の前で披露したことで本命候補を打ち破って当選する。彼女は立候補者演説において、地上における神の代理人と神の預言者の後継者であるカリフとしての職務を、生徒会の役職と併せて行うことを宣言していた。生徒会長に就任して早々、愛紗は生徒会長の役職名をイスラーム共同体の指導者を意味する「カリフ」に改称する。
一方、愛紗の双子の兄であり、ブロンズクラスに通う天馬垂葉は、カリフは男性しかなれないという知識に基づき、妹がカリフになることは不可能だと思っていた。そのため、彼は愛紗のカリフ位就任を撤回させるために説得を試みようとするが、その過程で君府学院理事長の息子で、プラチナクラス生徒の石造無碍が部長を務める演劇部の出し物に付き合わされることとなる。

## 登場人物
天馬 愛紗（てんま あいしゃ）
君府学院に通う女子高生。プラチナクラスの中でも最も成績が良く、カリフの教養としてアラビア語、ペルシャ語、トルコ語の勉強をしている。ムハンマド・イブン＝アブドゥッラーフの孫であるハサン・イブン・アリーの子孫であり、アラブの血も混ざった整った顔立ちをしている。伊織と共に武道部に所属しており、手裏剣術を得意とする。兄のことを舐めている一面があり、直接・間接問わず罵倒することを憚らず、メクからは「どS」と評される。アッラーフに対する信仰が厚く、イスラム教の開祖ムハンマドのことを「聖預言者様」と呼ぶ。イスラム教徒の女性は髪を隠すべきであるという教義に従い、繰半月の兜を被っているが、前髪と長いもみあげは露出させている。人知れず生徒会室でホワイトハウスやクレムリンのハッキングを行っている。生徒会長として学園内で信頼を得るにつれてカリフとしての人望も集めつつあり、女子高生でカリフになった彼女なら、様々なことを実現してくれるかもしれないとの期待も集めている。自分とアブー・バクル・アル＝バグダーディーのどちらが本物のカリフなのかを確かめるためにアフガニスタンに渡航しようとしていたが、ビザが下りなかったことなどから断念した。
天馬 垂葉（てんま たるは）
ブロンズクラスに通う劣等生で、本作の主人公。妹の愛紗の他、幼馴染のメクからも軽く見られている。妹と同じで顔は美男であるとされる。周囲の人物の奇行に振り回され、突っ込みに回ることが多い。
新免 伊織（しんめん いおり）
愛紗の親友であり、プラチナクラスの女子高生。武道部部長で、愛紗が生徒会長に就任してからは生徒会書記も務める。愛紗と共にいることが多く、自身もイスラム教を信仰する。「文化財であるから」という理由で学内に真剣である「姥捨」と「過労死」を持ち込んでおり、しばしば躊躇なく使用する。
越誉 メク（こしよ メク）
垂葉と愛紗の幼馴染で、ブロンズクラスの女子生徒。明るい性格で話すことが好きなため、男女問わず人気があるとされているが、本当は友達が少ないのではないかという疑念も持たれている。胸が大きい。腐女子的な嗜好を持っており、身の回りにいる人々に関してもそのような妄想をすることがある。
石造 無碍（いしづくり むげ）
君府学院現理事長の息子であり、実家は大財閥を営んでいる。プラチナクラスで、テニス部のエースと演劇部の部長を務め、演劇『世界皇帝ムーゲの華麗な冒険』を監督している。世界的企業「リヴァイアサン・メディアミクス」の高校生社長。
藤田 波瑠哉（ふじた はるや）
無碍の今巾着であり、プラチナクラスの生徒。アイドル的で中性的な魅力を湛えた美男子。無碍第一主義であり、それ以外の人に対してはしばしば粗暴な態度を取る。メクから思いを寄せられている。
ナオミ 麗美（ナオミ れび）
演劇部の脚本担当で、1年生の女子生徒。日本人とアメリカ人のハーフであるが、外見はほぼアメリカ人である。日本のアニメが好き。無碍とは一族ぐるみの付き合いがある。
岩橋 博美（いわばし ひろみ）
演劇部のキャストとしてメクが採用した新人。声変わりもしていない中等部のブロンズクラスの男子であり、メクの独断で採用されたが、なぜか垂葉になつき、しばしば悩ましい態度で彼に迫っている。一番好きなのは田中であるという。
田中 晶（たなか あきら）
生徒会副会長で無碍の部下。副会長候補として生徒会長候補の無碍と共に出馬したが、無碍が愛紗に敗れる。しかし、田中以外誰も副会長に立候補してなかったことから、カリフを名乗る理解しがたい生徒会長の下で働いている。プラチナクラスに通うが地味な眼鏡男子。誰とでも話を合わせられ、事務作業は有能と評価されている。
白岩（しらいわ）
研究室にこもっている謎の多い教員。愛紗と垂葉にアラビア語を教える。

## 制作背景
本作の著者である中田考は、『僕は友達が少ない』を自身の教え子が絶賛していたことを切っ掛けに、ライトノベルやアニメ、ゲームというメディアに関心を抱いた。若者を対象とした創作に意欲を示していた中田は、描くのが難しい漫画や、制作に費用がかかるゲームを除外していった結果、ライトノベルを執筆するというアイデアに思い至った。タイトルは『俺の妹がこんなに可愛いわけがない』に影響されて決め、中田自身もファンの一人としている『ニンジャスレイヤー』に触発された手法でTwitter上で本作を連載した後、書籍として出版するにあたり、当初は出版社を探すことに難航した。そのため、コミックマーケットで発表した所、同人誌としては高水準とされる150部を売り上げた。その後、同作が一新され、2020年7月14日に晶文社から出版された。

## 評価
KAI-YOUのYuuki Hondaは、カリフを軸に据えたライトノベルという点を踏まえて、本作について「前代未聞」と評した。
島田裕巳は、最も著名なイスラム研究者としての中田の対照的な活動の一例として、中田による本作の執筆活動を挙げている。
『宗教問題』は、本作は小難しく感じるかもしれないが、ライトノベル的なドタバタ感もあると評した。

## 既刊一覧
- 中田考（著） / 厘野イチ（表紙イラスト） / 天川まなる（マンガ） 『俺の妹がカリフなわけがない！』 晶文社、2020年7月14日発売、ISBN 978-4-794-97186-9